# Stazione di Ōmagari (Akita)
La Stazione di Ōmagari (大曲駅?, Ōmagari-eki) è una stazione ferroviaria di Daisen, nella prefettura di Akita nella regione del Tōhoku.

## Linee
- East Japan Railway Company
  - ■ Akita Shinkansen
  - ■ Linea Tazawako
  - ■ Linea principale Ōu